# Athanase Toutounji
Athanase Toutounji, né le 6 septembre 1899 et mort le 20 février 1981, était un religieux, évêque de l'Église grecque-catholique melkite.
Ses ministères furent:
- 1955-1961 métropolite de Homs, Hama et Yabroud[2]
- 1961-1968 archevêque de l'archéparchie d'Alep. Son prédécesseur est Isidore Fattal, et son successeur est Néophytos Edelby[3].
- 1968 archevêque titulaire de Tarse des Grecs-melchites (de)